# 1960年比属刚果大选
1960年5月11日至22日，比属刚果举行大选，以产生定于同年6月30日成立的第一届刚果共和国（利奥波德维尔）政府。众议院137席与六个省议会由各地方选区产生，所有21岁以上的男性具有投票权。帕特里斯·卢蒙巴领导的刚果民族运动党赢得最多席位，该党与非洲团结党、非洲重组中心等12个政党联合组阁，卢蒙巴当选刚果共和国（利奥波德维尔）独立后首任总理。选民投票率为81.8%。选举结束后，各省议会间接选举产生84位参议院议员，两院随后召开联席会议，批准卢蒙巴内阁，选举阿巴科党的约瑟夫·卡萨武布为总统。是次选举为比属刚果历史上第一次全殖民地范围的自由选举，也是比属刚果独立历程的里程碑事件。

## 背景

### 比利时对刚果的殖民统治

非洲地图与现刚果民主共和国（红色）疆域

比利时对刚果的殖民统治始于19世纪后期，比利时国王利奥波德二世不甘比利时在国际上缺乏势力和声望，他试图说服比利时政府支持在当时几乎未被开垦的刚果盆地周围进行殖民扩张。比利时政府对此不置可否，利奥波德二世最终在柏林西非會議上将刚果划为私有财产，并于1885年以私人身份建立名义上为独立国家的刚果自由邦，同时获得部分西方国家的承认，自此比利时开始对刚果的殖民统治。然而20世纪伊始，殖民政府对刚果土著人有组织大规模屠杀与与组建私军、奴役黑人等状况的曝光使得比利时政府受到空前外交压力，最终于1908年建立比属刚果；利奥波德维尔于1923年被指定为首都。
比利时在刚果殖民统治工作的核心是维护殖民政府、传教士和私人公司的利益，这种殖民统治的治理格局被统称为“三位一体殖民“（trinité colonilee）。在殖民统治下，有利于比利时利益的商业活动一概拥有特权，部分地区的产业分工为追求殖民利益而趋向单一化。殖民地被划分为嵌套的、分级组织的行政分区，并依照所谓的“本土政策”（politique indigène）统一管理。 殖民政府积极参与刚果人的生活，比利时指派的公务员对当地农业生产施以严密管控，其有效的管理范围甚至包含了刚果广大偏远农村地区。由于殖民统治，当地土著人和白人之间存在明显的种族隔离，而白人的数量在二战结束后由于来自欧洲大陆的移民涌入而大幅增长。

### 刚果政治运动的兴起
二战后期，比属刚果逐渐形成了一个欧洲化的新的社会阶层“已开化人”。他们是担任诸如职员或护士等职位，受益于殖民地经济增长的本土中产阶级。在当地观念中，一个“已开化人”应该“精通法语，信奉基督教，并接受过小学以上程度的教育”。在他们的早期历史中，大多数“已开化人”试图利用他们的独特地位在刚果获得特权。由于在殖民地体制内难以实现阶层跃升，“已开化人”通过广泛组织、参与文化团体维护其微不足道的特权，同时寻求不同于刚果本土人的认同感。刚果普通人则大多选择参加诸如工会、校友会和本土辛迪加等其他组织，其中最显著的代表是1950年成立、由下刚果刚果人组成、主张复兴刚果文化的阿巴科党。然而，“已开化人”和本土群众的组党行为受到了殖民当局的限制，虽然殖民当局在任命某些官员时与刚果人进行了协商，但大部分刚果人仍然无法通过已有的平台表达诉求。各土著酋长名义上在一些司法管辖区拥有一定权力，但在实际治理中，这些酋长大多沦为被动为比利时殖民者推动政令施行的工具。

#### 组党与参选兴盛
直到1950年代，多数“已开化人”所关心的政治议题仍局限于社会公正和殖民者比利时人对他们的待遇，并不热衷于争取参政权利。1954年，文化团体阿巴科党要求殖民政府审议一份利奥波德维尔各市政职位的任免建议名单，刚果本土的政治活动才开始兴起。同年，阿巴科党的创始人之一约瑟夫·卡萨武布接任该党领导人，在他的领导下，阿巴科党的反殖民色彩愈发鲜明，并明确提出下刚果自治的主张。1956年6月30日，在数位欧洲学者的指导下，一群刚果知识分子在《非洲的觉醒》杂志上发表了一份宣言，呼吁在30年内使比属刚果过渡至独立国家，阿巴科党迅速作出回应，要求刚果自比利时“立即独立”。此时比利时政府仍无意让刚果独立，但1957年12月，殖民政府进行改革，同意此后进行只有成年男性可参与的市政选举，并将组党行为合法化；同月进行的利奥波德维尔市政选举中，阿巴科党赢得62%的选票，取得八个区长职位，并在市议会170席中取得约120席（一说133席，一说139席），卡萨武布本人获殖民政府委任为当达拉区区长。此后，一些比利时国内政党试图在刚果建立分支，但在反对殖民的浪潮下，刚果本土政党的受欢迎程度远胜各比利时政党。1958年，刚果本土仅有6个政党，但到1960年初已有大小政党一百余个。
随着更多“已开化人”选择与精英俱乐部外的本地人交流，各阶层民众开始广泛讨论后殖民时代作为独立国家的刚果的未来，促成刚果民族主义在1958年后的广泛传播。然而，大多数有组织政治动员发生在部落和地区的分裂中，例如在加丹加，当地一些部落团体在戈德弗鲁瓦·穆农戈和莫伊兹·冲伯的领导下共同组党，成立加丹加部族联盟党（CONAKAT，又称“科纳卡特党”）；该党持亲比利时立场，主要政见有维护加丹加部族利益、建立联邦制刚果使地方拥有较大自治权、反对引入外来劳工等，支持者主要为加丹加南部的部分酋长、商人和自欧洲而来的定居者。在加丹加同时期兴起的另一个部族政党——杰森·森德威领导的的加丹加巴鲁巴人联盟（BALUBAKAT）对该党及其反移民立场持反对态度。

#### 争取独立与国体之争

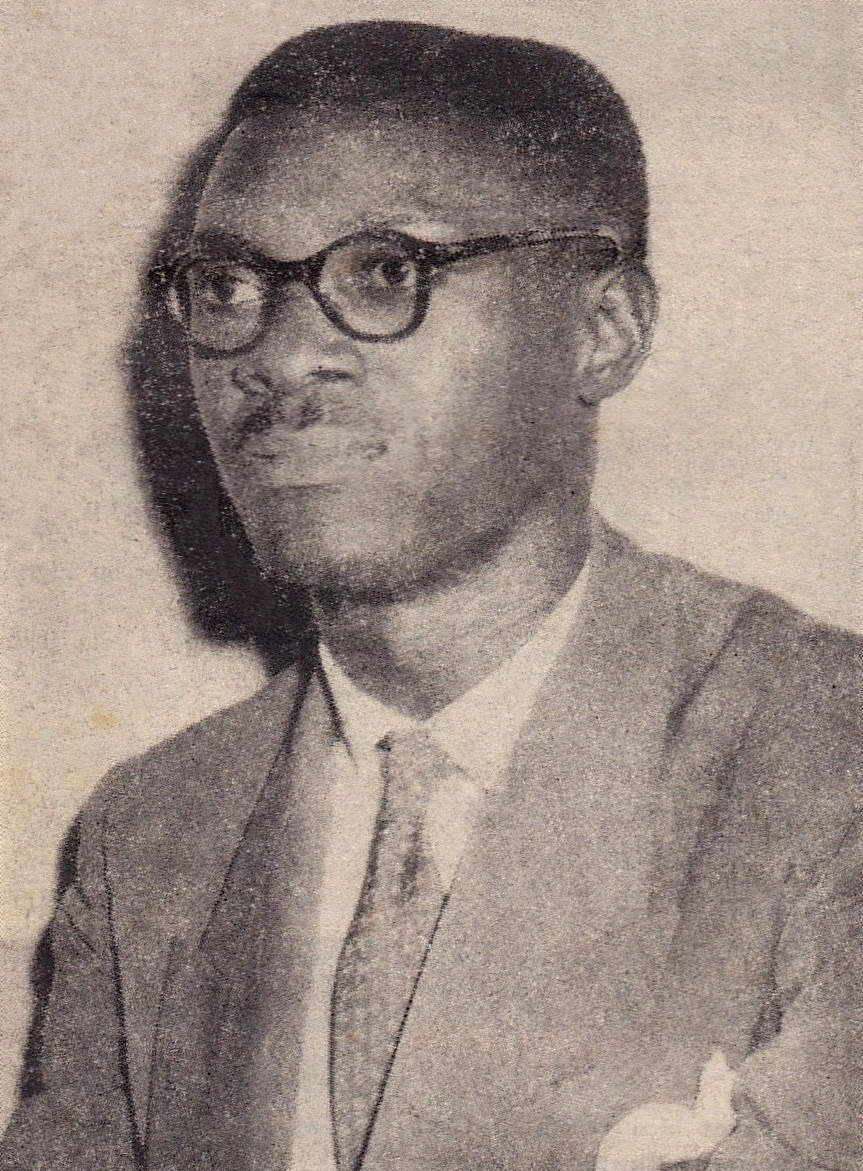
帕特里斯·卢蒙巴，刚果民族运动党的创始人与领导人

1958年10月10日，帕特里斯·卢蒙巴、西里尔·阿杜拉和约瑟夫·伊莱奥等一群首都“已开化人”建立了刚果民族运动党。该党成员包括众多政见各异的刚果民族主义者，分布于各个社会阶层，具多元化特征，创党时主张以和平方式使刚果独立，对民众进行政治启迪与教育，消除地区主义等。刚果民族运动党的大部分成员是东部城市斯坦利维尔的居民，因卢蒙巴在当地名望显赫，开赛地区党部则由卢巴族商人阿尔伯特·卡隆吉领导。比利时殖民政府官员赞赏卢蒙巴温和、反分裂的立场，并允许他参加同年12月在加纳阿克拉举行的第一届全非人民大会，阿巴科党领导人卡萨武布则被殖民政府禁止参会。卢蒙巴在会上对加纳总统夸梅·恩克鲁玛的泛非主义理想印象深刻，并带着更激进的政纲回到刚果。 他在利奥波德维尔的一次群众集会上分享了他参加全非人民大会的见闻，并提出要实现刚果的完全独立。同时期，在利奥波德维尔省南部，一个主张实行联邦制的社会主义政党非洲团结党（PSA）成立，党首为安托万·基赞加。
两个月内刚果民族运动党的迅速壮大，使卡萨武布和阿巴科党领导层担忧其政治地位的下落。情急之下，该党宣布将于1959年1月4日在利奥波德维尔举办集会。利奥波德维尔市政府被阿巴科党通知，仅有一场“私人集会”会在1月4日举行；在约定的集会日，阿巴科党领导层又对参会群众称集会日期临时推迟，并主张群众自行散场，不愿散去的数千人群与周边在博杜安国王体育场观看足球比赛的观众们开始向警察投掷石块并争夺白人的财产以抗议，引发为期三天的骚乱。殖民政府的军队公共力量随后以军事手段暴力镇压，三日内造成42人死亡，二百五十多人受伤。动荡后，卡萨武布等数位党的领导人被捕，数月后方获释；阿巴科党也在1月11日遭殖民政府强制解散。此次抗议事件与之前由“已开化人”主导的政治运动不同，参与抗议的人民大多来自底层。比利时议会派出的一个调查小组认为，是次骚乱是在刚果人面临种族歧视、居住环境过度拥挤、失业严重和缺乏政治权利下不满的集中爆发；在群众运动的压力下，1月13日，比利时国王博杜安发布文告承诺让刚果“走向繁荣与和平中的独立”，称将在1959年底通过普选产生地区议会，三个月后再次选举产生省议会，最终成立两院制国会，但具体日期皆未定。针对模棱两可的独立计划，包含非洲团结党、被禁的阿巴科党在内的八个政党于4月7日在卢卢阿堡召开由卢蒙巴领导的联席会议，明确提出争取1961年1月成立自治政府、决定刚果独立具体时间的要求。6月24日，刚果各政党代表会见时任比利时殖民部长海梅里兹克时重申确定独立时间表的要求，并拟定1961年1月独立。
刚果民族运动党领导层内，卢蒙巴与卡隆吉两人由于后者主张提高开赛卢巴人的地位而产生矛盾，约瑟夫·伊莱奥、阿尔伯特·卡隆吉和西里尔·阿杜拉率领的派别于1959年7月分裂，分裂的组织被称为刚果民族运动党卡隆吉派（MNC-K），相应地，未分裂的组织被称为刚果民族运动党卢蒙巴派（MNC-L）。卢蒙巴本人在1959年10月因党代会闭幕式发生骚乱而被捕，但其领导的刚果民族运动卢蒙巴派的影响力仍然与日俱增，该党主张民族主义，支持以单一制统一刚果、快速去殖民化，并与各地区政见相仿的组织结盟，例如位于基伍的非洲重组中心（CEREA）。支持卢蒙巴的人士主要在东北部的斯坦利维尔地区，支持卡隆吉的在南部城市伊丽莎白维尔和卢巴族中最受欢迎。
与此同时，卡萨武布等数位阿巴科党领导层于6月21日发布公报，主张让“最开化”的利奥波德维尔省与刚果族聚居区先行独立，成立“自治国家”中央刚果共和国；在遭到时任比利时殖民部长海梅里兹克拒绝后，该党明确提出对刚果内部各省实行联邦制以实现刚果独立的目标，并对殖民政府采取激进反对态度。1959年夏，南开赛省卢巴人与卢卢阿人之间爆发部族冲突，以开赛为关注重点的刚果民族运动党卡隆吉派受到冲击，卡隆吉本人在冲突中被捕，事件致使卡隆吉派不再支持开赛地方主义，转而支持联邦制方案。
为进一步分裂民族主义运动，比利时开始宣称卢蒙巴是共产主义者，支持诸如加丹加部族联盟党等种族主义政党，一反之前对阿巴科党等联邦派的消极态度而拥护联邦制。但为了尽可能疏离卢蒙巴派，比利时仍暗中支持温和独立派成立亲比利时、支持单一制与中央集权的保守派政党国家进步党（PNP）。

#### 圆桌会议与《基本法》颁布
1959年10月卢蒙巴被捕后，刚果的政治气氛陡然严峻：10月末，刚果全境爆发针对欧洲人的骚乱；11月末，阿巴科党等主张联邦制的四党联盟要求比利时组织圆桌会议；12月初刚果各党派代表团访比期间向比民众发表公开信，12月20日举行的地方选举遭到阿巴科党的抵制。政治问题叠加下，1960年1月3日，比利时宣布将在布鲁塞尔与刚果各政党代表举行圆桌会议。
会议前夕，刚果各党代表团组成“共同阵线”，要求所有决定都对比利时政府具有约束力，并要求刚果立即独立。会议于1月20日正式开幕。在首次演讲中，比利时首相保证刚果将获得独立，但没有说明日期，具体的议程从第二天才开始。卡萨武布要求立即组建独立的刚果政府，但被拒绝。卢蒙巴从监狱中获释，飞往布鲁塞尔参加会议。1月27日，他首次露面并表示支持独立。会上，以加丹加部族联盟党和阿巴科党为首的联邦派与其余主张单一制的政党因担心加丹加独立而采取了较为折中的政治主张，使得此后颁布的刚果基本法第219条和第220条所划定的央地关系兼有联邦制与单一制特点，典型的如各省议会选举产生的参议院议员数相等（14人），这被比利时律师解读为“准联邦主义”。经过协商，共同阵线同意将独立日期定于1960年6月30日。代表们的决定于2月19日在一系列决议中得到批准，会议于次日闭幕。
比—刚圆桌会议商定将会议通过的决议将作为刚果基本法的基础，这是一份给予独立后刚果的临时宪法草案，直到刚果议会颁布永久宪法。基本法规定刚果议会将由下议院和上议院组成。下议院（众议院）由137名根据选举法规定的程序由普选产生的议员组成，平均每十万人选举一名议员。上议院（参议院）由每省选派14名议员组成，由各省议会间接选举产生。在中央政府担任部长的两院议员允许同时保留议席。省级议会实行一院制，根据各省人口数量确定不同的议员数。

## 选举过程

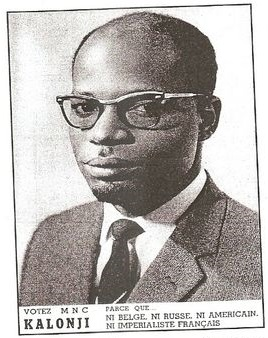
刚果民族运动党卡隆吉派竞选海报，图中人物为卡隆吉

尽管圆桌会议确定了刚果独立的日期，但民族主义势力的进一步分散致使哪派政治势力在独立后胜选上台尚具较大变数；刚果部分本土群众由于长期受殖民统治而缺乏民主意识，农村地区的合格选民很少明白选举的意义，知晓选举制度的人相对较少。部分传统部族酋长对选举的抵触较大，一位来自隆达地区的酋长称普选是“不可原谅的错误”。:51
1960年3月23日颁布的选举法规定选民须为男性且年满21岁，同时在其所属选区居住不短六个月；省议会和众议院议员候选人须年满25岁，其母亲必须为刚果人，本人须在刚果居住至少五年；参议员候选人须年满30岁。投票原则上是强制性的。众议院选举的名单提交一般以区或市镇为单位，省议会选举的名单提交则以大于前者而小于省的领地为单位；两级选举均采用名单比例代表制与洪德法，选民可在一张选票上圈选其支持的政党名单或特定候选人，以防止因选票上政党名单顺序不同而影响选民决策。
1960年5月11日（投票日当天），各政党被允许进行竞选活动，其间充斥着选举暴力。一些政党和个人为胜选采取从口头威胁到破坏敌对政党总部与谋杀政敌不等的行为；选举暴力密集的主要原因为党派间政纲、宗教信仰各异，及各主要党派担忧比利时政府扶持的温和独立派会胜选，由此引发的暴力行为在非洲重组中心、非洲团结党、阿巴科党与两派刚果民族运动党等政党激进支持者影响的地区尤其普遍。除了加丹加部族联盟党、国家进步党和国家统一党等亲比利时政党外，大多数政党的竞选活动都紧扣反殖民主义大纲。候选人对殖民政府的频繁攻击导致了部分选民思潮的混乱，以至于有部分人认为所有形式的政府机关——除了福利部门——都将在独立后被取消。由于殖民政府镇压各社会主义政党的活动，除安托万·基赞加领导的非洲团结党外，没有主流政党有明显左翼倾向。
除却独立议题外，政党对宗教自由的取态也是竞选活动中的高频关注点，特别是在因宗教问题如伊斯兰教或基督教导致分离主义抬头的地区。刚果民族运动党卢蒙巴派和国家进步党是唯二发起全国性竞选活动的政党。支持单一制的政党倾向于让其主打候选人竞逐中央层面的众议院，而支持联邦制的政党则专注于省议会选举。
选后直至六月初，殖民政府仍未能公布选举结果；政府给出的原因包括卢卢阿堡等地发生多起涉选暴力冲突阻碍了点票，以及装有约一万张选票的票箱因运输不当沉没于桑库鲁河等。选举结果最终在不迟于6月13日时公布。

## 选举结果

### 众议院
| 政党（法文简称）   | 政党（法文简称）                                      | 政党（法文简称）               | 票数         | %            | 议席         |
| ------------------ | ----------------------------------------------------- | ------------------------------ | ------------ | ------------ | ------------ |
|                    |                                                       | 刚果民族运动党卢蒙巴派 (MNC-L) | 521,187      | 23.44        | 33           |
|                    | 刚果全国联盟 (UNC)                                    | 63,425                         | 2.85         | 3            |              |
|                    | 开赛联盟 (COAKA)                                      | 47,526                         | 2.14         | 2            |              |
|                    | 巴松格人统一运动联盟/刚民运卢蒙巴派 (MUB/MNC-L)       | 30,280                         | 1.36         | 1            |              |
|                    | 开赛联盟/刚民运卢蒙巴派 (COAKA/MNC-L)                 | 21,465                         | 0.97         | 1            |              |
|                    | 巴本比菲兹经济联盟集团/刚民运卢蒙巴派 (UNEBAFI/MNC-L) | 19,324                         | 0.87         | 1            |              |
| 刚民运卢蒙巴派总计 | 刚民运卢蒙巴派总计                                    | 703,407                        | 31.63        | 41           |              |
|                    |                                                       | 国家进步党 (PNP)               | 137,195      | 6.17         | 7            |
|                    | 宽果人独立自由联盟 (LUKA)                             | 52,612                         | 2.37         | 3            |              |
|                    | 刚果农村经济演变发展运动 (MEDERCO)                    | 27,634                         | 1.24         | 2            |              |
|                    | 进步主义农民联盟—刚果农民党 (ARP-PRC)                 | 16,892                         | 0.76         | 1            |              |
|                    | 共同前线—德尔沃 (FC)                                  | 17,716                         | 0.80         | 1            |              |
|                    | 支持国家进步党的酋长、部族势力                        | 13,408                         | 0.60         | 1            |              |
| 国家进步党总计     | 国家进步党总计                                        | 265,457                        | 11.94        | 15           |              |
|                    | 非洲团结党 (PSA)                                      | 非洲团结党 (PSA)               | 278,971      | 12.54        | 13           |
|                    | 阿巴科党 (ABAKO)                                      | 阿巴科党 (ABAKO)               | 210,542      | 9.47         | 12           |
|                    | 非洲重组中心 (CEREA)                                  | 非洲重组中心 (CEREA)           | 95,721       | 4.30         | 10           |
|                    |                                                       | 国家统一党 (PUNA)              | 92,547       | 4.16         | 7            |
|                    | 内瓦卡联盟                                            | 26,114                         | 1.17         | 2            |              |
| 国家统一党总计     | 国家统一党总计                                        | 118,661                        | 5.33         | 9            |              |
|                    | 加丹加部族联盟党 (CONAKAT)                            | 加丹加部族联盟党 (CONAKAT)     | 104,821      | 4.72         | 8            |
|                    |                                                       | 刚果民族运动党卡隆吉派 (MNC-K) | 147,578      | 6.64         | 7            |
|                    | 支持卡隆吉派的无党籍人士                              | 14,364                         | 0.65         | 1            |              |
| 刚民运卡隆吉派总计 | 刚民运卡隆吉派总计                                    | 161,942                        | 7.29         | 8            |              |
|                    |                                                       | 加丹加巴卢巴人联盟 (BALUBAKAT) | 80,434       | 3.62         | 6            |
|                    | 比属刚果、安哥拉和罗得西亚乔奎人协会 (ATCAR)          | 29,657                         | 1.33         | 1            |              |
| 加丹加联盟总计     | 加丹加联盟总计                                        | 110,091                        | 4.95         | 7            |              |
|                    | 刚果重组 (RECO)                                       | 刚果重组 (RECO)                | 41,202       | 1.85         | 4            |
|                    | 巴亚赞联盟 (ABAZI)                                    | 巴亚赞联盟 (ABAZI)             | 21,024       | 0.95         | 1            |
|                    | 芒戈人联盟 (UNIMO)                                    | 芒戈人联盟 (UNIMO)             | 16,739       | 0.75         | 1            |
|                    | 宽果奎卢湖区民主联盟 (RDLK)                           | 宽果奎卢湖区民主联盟 (RDLK)    | 12,761       | 0.57         | 1            |
|                    | 地方利益集团                                          | 地方利益集团                   | 19,422       | 0.87         | 2            |
|                    | 独立候选人                                            | 独立候选人                     | 63,333       | 2.85         | 5            |
| 有效票             | 有效票                                                | 有效票                         | 2,223,894    | 80.18        |              |
| 无效票/白票        | 无效票/白票                                           | 无效票/白票                    | 549,701      | 19.82        |              |
| 总计               | 总计                                                  | 总计                           | 2,773,595    | 100          | 137          |
| 选民总数/投票率    | 选民总数/投票率                                       | 选民总数/投票率                | 3,390,940    | 81.79        |              |
| 数据来源           | 数据来源                                              | 数据来源                       | Nohlen et al | Nohlen et al | Nohlen et al |

### 参议院

1933年比属刚果省级行政区划图，与选举时基本一致

| 政党     | 政党                   | 议席               |
| -------- | ---------------------- | ------------------ |
|          | 刚果民族运动党卢蒙巴派 | 21                 |
|          | 非洲重组中心           | 7                  |
|          | 加丹加部族联盟党       | 7                  |
|          | 阿巴科党               | 5                  |
|          | 加丹加联盟             | 5                  |
|          | 非洲团结党             | 5                  |
|          | 刚果民族运动党卡隆吉派 | 4                  |
|          | 芒戈人联盟             | 4                  |
|          | 刚果全国联盟           | 3                  |
|          | 国家进步党             | 3                  |
|          | 宽果人独立自由联盟     | 2                  |
|          | 刚果重组               | 1                  |
|          | 宽果奎卢湖区民主联盟   | 1                  |
|          | 开赛联盟               | 1                  |
|          | 人民党                 | 1                  |
|          | 其他政党               | 1                  |
|          | 独立候选人             | 5                  |
| 总计     | –                      | 84                 |
| 数据来源 | Sternberger et al.     | Sternberger et al. |

### 省议会
| 政党     | 政党                   | 省议会及议席   | 省议会及议席 | 省议会及议席 | 省议会及议席 | 省议会及议席 | 省议会及议席 |
| 政党     | 政党                   | 利奥波德维尔省 | 加丹加省     | 基伍省       | 开赛省       | 东方省       | 赤道省       |
| -------- | ---------------------- | -------------- | ------------ | ------------ | ------------ | ------------ | ------------ |
|          | 刚果民族运动党卢蒙巴派 | 2              | 1            | 17           | 22           | 58           | 10           |
|          | 国家进步党             | 12             |              | 5            | 4            | 6            | 5            |
|          | 非洲团结党             | 35             |              |              |              |              |              |
|          | 阿巴科党               | 33             |              |              |              |              |              |
|          | 加丹加部族联盟党       |                | 25           |              |              |              |              |
|          | 加丹加巴卢巴人联盟     |                | 23           |              |              |              |              |
|          | 非洲重组中心           |                |              | 30           |              |              |              |
|          | 刚果重组               |                |              | 6            |              |              |              |
|          | 刚果民族运动党卡隆吉派 | 1              | 1            |              | 21           |              |              |
|          | 刚果全国联盟           |                |              |              | 11           |              |              |
|          | 开赛联盟               |                |              |              | 7            |              |              |
|          | 国家统一党             |                |              |              |              |              | 9            |
|          | 芒戈人联盟             |                |              |              |              |              | 8            |
|          | 其他政党/独立候选人    | 7              | 11           | 12           | 5            | 6            | 28           |
|          | 部族酋长               | 9              | 9            | 7            | 11           | 7            | 9            |
| 总计     | 总计                   | 99             | 69           | 77           | 81           | 77           | 69           |
| 数据来源 | 数据来源               | Ganshof.       | Ganshof.     | Ganshof.     | Ganshof.     | Ganshof.     | Ganshof.     |

## 后续

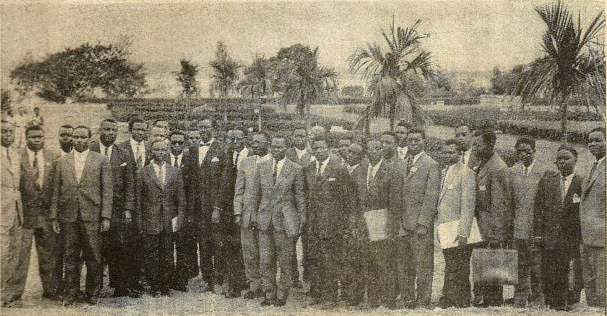
大选后组成的第一届刚果共和国（利奥波德维尔）政府阁员合影

全刚果层面的选举结果被认为是对传统部族政治的一次冲击，众议院的137名议员中，仅3人为传统的部落酋长。选后，卢蒙巴表示将与他的反对者合作，组建联合政府，但遭到阿巴科党等一些政党的反对。比利时对刚果民族运动党取得选举胜利感到惊讶，因其本预估自己扶持的国家进步党会取胜并主导组阁，由此对卢蒙巴领导刚果独立的前景感到反感。然而，在刚果的多个外国使团认为，他是唯一能够为该国带来秩序和稳定的人。
大选中各政党区域性影响力明显，造成高度碎片化的多党林立，为政党组阁设下障碍；选后数日，比利时又在临近独立的日期向刚果增派军队，并任命公使刚绍夫“监督”组阁。由于阿巴科党等政治势力的反对，本在6月13日被殖民政府允许组阁的卢蒙巴被收回组阁权，阿巴科党党首卡萨武布受邀组阁。卢蒙巴在未获殖民政府允许的情况下与非洲团结党等政治盟友草拟了组阁方案并提交议会，拒绝了出任卡萨武布内阁总理的邀请。6月21日的众议院正副议长选举中，刚果民族运动党卢蒙巴派的约瑟夫·卡松戈当选议长，其余两位副议长均来自参与卢蒙巴组阁方案的政党；受此影响，比利时国王博杜安在殖民政府的建议下起用卢蒙巴组阁。经过谈判，卢蒙巴于6月23日公布内阁组成：36名阁员各属于刚果民族运动党卢蒙巴派、非洲团结党、非洲重组中心等12个政党，75%在35岁以下，最年轻者为时任刚果驻联合国大使托马斯·坎扎，时年26岁。多数阁员只拥有小学文化，无阁员有超出市政级别的行政经历。

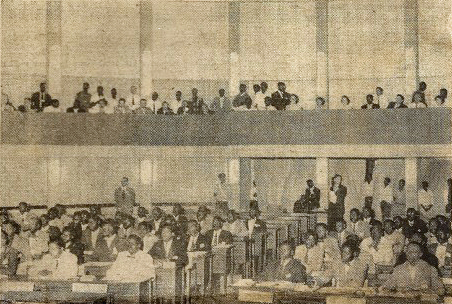
参众两院联席会议（图中主要为众议院议员）投票批准卢蒙巴内阁的现场

由于公布的内阁无来自阿巴科党等下刚果地区政治势力的成员，利奥波德维尔省下刚果人威胁要发起总罢工，并罢免以非洲团结党为主的省政府，这使得卢蒙巴单独向卡萨武布让步，计划改组内阁并允许其压制分离主义倾向后竞选总统，自己则担任总理。最终，阿巴科党在内阁中获分配到一位财政部长、一位副部长、一位国务部长的职务。卢蒙巴的让步使得心怀不满的分离主义势力与新政府迅速产生对立，莫伊兹·冲伯等一些政客因所在党派阁员较少而扬言谋求马涅马、开赛、加丹加等地区自治与阿赞德人自决。
6月23日至24日，参众两院召开联席会议，以134票赞成、13票反对、13票弃权（其余议员缺席，下同）批准卢蒙巴内阁，以159票赞成、43票反对、11票弃权选举约瑟夫·卡萨武布为总统。

## 引用
1. ↑  . EISA（英语：Electoral Institute for Sustainable Democracy in Africa）.   [2022-07-13]. （原始内容存档于2022-07-14）.
2. ↑  Job Kakule. . Grands Lacs News. 2022-05-11  [2022-07-14]. （原始内容存档于2022-05-11） （法语）.
3. 1 2 3 4 5  David 2019，第322頁.
4. ↑  Nohlen, D, Krennerich, M & Thibaut, B (1999) Elections in Africa: A data handbook, p291 ISBN 0-19-829645-2
5. 1 2  . Time. 1960-06-27  [2017-10-28]. ISSN 0040-781X. （原始内容存档于2010-10-08） （美国英语）.
6. 1 2 3 4 5  EISA 2002.
7. ↑  Gibbs 1991，第39–42頁.
8. 1 2  Gibbs 1991，第51頁.
9. ↑  Turner 2007，第28頁.
10. 1 2  Turner 2007，第29頁.
11. ↑  Young 1965，第10–13頁.
12. ↑  Gibbs 1991，第70頁.
13. ↑  Willame 1972，第24頁.
14. ↑  Willame 1972，第25頁.
15. ↑  Cornevin 1974，第431頁.
16. ↑  Young 1965，第291頁.
17. ↑  Hoskyns 1965，第22頁.
18. ↑  Young 1965，第29頁.
19. ↑  Young 1965，第274–275頁.
20. ↑  Hoskyns 1965，第22–23頁.
21. ↑  Young 1965，第276頁.
22. ↑  Young 1965，第36–37頁.
23. ↑  . Suffrage Universel.   [2022-07-14]. （原始内容存档于2022-04-10） （法语）.
24. ↑  David 2019，第287頁.
25. ↑  Cornevin 1974，第446頁.
26. ↑  Young 1965，第296–297頁.
27. ↑  David 2019，第305頁.
28. ↑  Young 1965，第277頁.
29. 1 2 3  Nzongola-Ntalaja 2002，第84頁.
30. ↑  Hoskyns 1965，第25–27頁.
31. ↑  David 2019，第307頁.
32. ↑  Lemarchand 1964，第241頁.
33. ↑  Hoskyns 1965，第27頁.
34. 1 2  Hoskyns 1965，第29頁.
35. ↑  Hoskyns 1965，第23頁.
36. ↑  Hoskyns 1965，第28頁.
37. ↑  Merriam 1961，第131–132頁.
38. ↑  Nzongola-Ntalaja 2002，第85頁.
39. 1 2  Hoskyns 1965，第10頁.
40. ↑  社科院 1981，第149頁.
41. ↑  Cornevin 1974，第451頁.
42. ↑  Nzongola-Ntalaja 2002，第86頁.
43. ↑  Cornevin 1974，第452-453頁.
44. ↑  Cornevin 1974，第454頁.
45. ↑  Cornevin 1974，第455頁.
46. ↑  Hoskyns 1965，第30頁.
47. ↑  Zeilig 2008，第83–5頁.
48. ↑  Cornevin 1974，第456頁.
49. ↑  Cornevin 1974，第459-462頁.
50. ↑  Zeilig 2008，第90–1頁.
51. ↑  Hoskyns 1965，第31頁.
52. ↑  Cornevin 1974，第464頁.
53. ↑  Hoskyns 1965，第36–37頁.
54. ↑  Hoskyns 1965，第37–38頁.
55. ↑  Hoskyns 1965，第38頁.
56. ↑  Packham 1996，第21頁.
57. ↑  Hoskyns 1965，第38–39頁.
58. ↑  Hoskyns 1965，第45頁.
59. 1 2  Lemarchand 1964，第216頁.
60. ↑  Hoskyns 1965，第40頁.
61. ↑  Hoskyns 1965，第46頁.
62. 1 2  Lemarchand 1964，第214頁.
63. 1 2  Lemarchand 1964，第215頁.
64. ↑  Young 1965，第369頁.
65. ↑  CRISP（法语：Centre de recherche et d'information socio-politiques）. . Bruxelles: CRISP（法语：Centre de recherche et d'information socio-politiques）. 1960. OCLC 976694212.
66. ↑  David 2019，第316頁.
67. 1 2  Lemarchand 1964，第217頁.
68. 1 2  Lemarchand 1964，第218頁.
69. ↑  Young 1965，第299頁.
70. ↑  Namikas 2013，第57頁.
71. ↑  Young 1965，第300頁.
72. ↑  Lemarchand 1964，第244頁.
73. ↑  . Time. 1960-06-06  [2017-10-28]. ISSN 0040-781X. （原始内容存档于2007-07-13） （美国英语）.
74. ↑  . Time. 1960-06-13  [2017-10-28]. ISSN 0040-781X. （原始内容存档于2010-10-08） （美国英语）.
75. ↑  Dolf Sternberger, Bernhard Vogel, Dieter Nohlen & Klaus Landfried (1978) Die Wahl der Parlamente: Band II: Afrika, Zweiter Halbband, p2428
76. ↑  Ganshof, Van-der-Meersch. . Ministère des affaires africaines. 1960. OCLC 3437330.
77. ↑  David 2019，第323頁.
78. ↑  Govender 1971，第56頁.
79. ↑  Hoskyns 1965，第73–74頁.
80. ↑  Weissman 1974，第54頁.
81. ↑  Hoskyns 1965，第76頁.
82. ↑  Hoskyns 1965，第76-77頁.
83. ↑  CRISP no. 70 1960，第111段.
84. ↑  Cornevin 1974，第482-483頁.
85. ↑  Cornevin 1974，第483頁.